# 加科涅
加科涅（法語：Gâcogne，法語發音：[ɡakɔɲ]）是法国涅夫勒省的一个市镇，位于该省东北部，属于克拉姆西区。

## 地理
加科涅（47°13'47"N, 3°52'12"E）面积25.21 平方千米，位于法国勃艮第-弗朗什-孔泰大區涅夫勒省，该省份为法国中部省份，北至约讷省，西北接卢瓦雷省，西接谢尔省，南至阿列省，东南接索恩-卢瓦尔省，东临科多尔省。
与加科涅接壤的市镇（或旧市镇、城区）包括：洛尔姆、布拉西、梅尔、莫尔旺地区乌鲁、沃克莱。

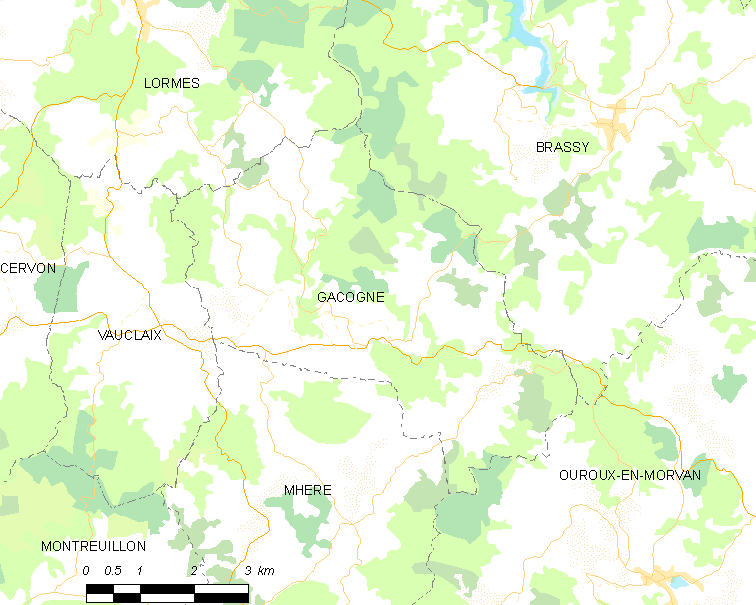
加科涅的OSM定位图

加科涅的时区为UTC+01:00、UTC+02:00（夏令时）。

## 行政
加科涅的邮政编码为58140，INSEE市镇编码为58120。

## 政治
加科涅所属的省级选区为科尔比尼县。

## 人口

1962-2008年间加科涅人口变化图示

加科涅于2022年1月1日时的人口数量为209人。